# Littlejohn (адаптер)
Littlejohn — насадка-адаптер на ствол британского 40-мм противотанкового орудия QF 2 pounder. Использовалась во время Второй мировой войны для повышения характеристик и продления срока его службы посредством преобразования в орудие с коническим стволом. Название «Littlejohn» происходит от буквального перевода на английский фамилии конструктора Франтишека Янечека, чешского изобретателя, в 1930-х занимавшегося исследованием подобных орудий.

## Устройство
Адаптер представляет собой насадку конического сечения с диаметром, уменьшающимся по мере приближения к дульному срезу. Для данного орудия использовались снаряды с твёрдым вольфрамовым сердечником и относительно мягкой оболочкой, по британской номенклатуре APCNR (armour-piercing, composite non-rigid — бронебойные, композитные, "мягкие").

После воспламенения порохового заряда, снаряд проходил ближнюю часть ствола как при обычном выстреле. Затем, при прохождении сужающегося адаптера, мягкий и податливый металл внешней оболочки снаряда сминался, а его диаметр снижался с 40 мм до приблизительно 30 мм. Из-за повышенного давления в стволе, высокоскоростной бронебойный снаряд APSV (armour-piercing super velocity) имел большую начальную скорость, а также более пологую траекторию.
Таким образом, снаряд, разогнанный до большей скорости, контактировал с бронёй танка несколько меньшей поверхностью, что давало эффект, аналогичный наблюдаемому при использовании подкалиберных боеприпасов.
Начальная скорость снаряда APSV Mark II составляла 1143 м/с, что значительно превосходило таковую же, развиваемую обычным бронебойным снарядом APCBC, весящим 1,2 кг — 792 m/s. Более лёгкий снаряд Mark I APSV мог пробить броню толщиной 88 мм.
В 1942 артиллерийско-техническая служба Армии США испытывало адаптер Littlejohn, пытаясь разработать собственный образец подобного устройства для 37-мм противотанковой пушки 37 mm Gun M3. Однако, после нескольких выстрелов адаптер деформировался.

## Боевое применение
Адаптер в основном использовался на британских бронеавтомобилях, в частности на БА «Daimler», которые были спроектированы в начале войны и уже не могли быть перевооружены орудиями большего калибра. При необходимости адаптер мог быть быстро снят для стрельбы обычными снарядами.